# David Lingmerth
David Lingmerth (Tranås, 22 juli 1987) is een Zweedse golfer. Hij speelt op de Amerikaanse PGA Tour en woont in Florida.

## Amateur
Lingmerth studeerde een jaar aan de University of West-Florida en vervolgens aan de University of Arkansas. Daar speelde hij college golf voor de Razorbacks.  In het US Amateurkampioenschap van 2009 verloor hij op de laatste hole van Ben Martin.
In 2010 speelde Lingmerth namens Europa in de Palmer Cup.

### Overwinningen
- 2002: Skandia Tour Elite Boys
- 2005: FSB Tour Elite Boys
- 2007: Dixie Amateur

## Professional
Hij speelde in 2011 enkele toernooien op de Web.com Tour en eindigde als nummer 27 op de ranking, twee plaatsen te laag om automatisch naar de PGA Tour te promoveren. In oktober 2012 behaalde hij zijn enige overwinning op de Web.com Tour dankzij winst op de Neediest Kids Championship. 
Sinds 2014 speelt hij op de Amerikaanse PGA Tour. In 2015 eindigde hij in de eerste zes toernooien van de PGA Tour steeds in de top-10, incl. een overwinning in juni, waarbij hij Justin Rose in de play-off versloeg. Later dat jaar won hij het Memorial Tournament. In 2016 nam Lingmerth deel aan de Olympische Zomerspelen, waar hij op de 11e plaats eindigde.

### Overwinningen
| Jaar | Toernooi                   | Tour                 |
| ---- | -------------------------- | -------------------- |
| 2012 | Neediest Kids Championship | Web.com Tour         |
| 2015 | Memorial Tournament        | Amerikaanse PGA Tour |

### Resultaten op deMajors
| Major                 | 2010 | 2011 | 2012 | 2013 | 2014 | 2015 | 2016 | 2017 | 2018 | 2019 | 2020 |
| --------------------- | ---- | ---- | ---- | ---- | ---- | ---- | ---- | ---- | ---- | ---- | ---- |
| Masters Tournament    |      |      |      |      |      |      | CUT  |      |      |      |      |
| U.S. Open             |      |      |      | T17  |      |      | T12  | T21  |      |      |      |
| The Open Championship |      |      |      |      |      | T74  | CUT  |      |      |      |      |
| PGA Championship      |      |      |      | CUT  |      | T12  | T22  | T63  |      |      |      |

CUT = miste de cut halverwege

### Resultaten op deWorld Golf Championships
| Toernooi             | 2010 | 2011 | 2012 | 2013 | 2014 | 2015 | 2016 | 2017 | 2018 | 2019 | 2020 |
| -------------------- | ---- | ---- | ---- | ---- | ---- | ---- | ---- | ---- | ---- | ---- | ---- |
| WGC Kampioenschap    |      |      |      |      |      |      | T49  |      |      |      |      |
| WGC Matchplay        |      |      |      |      |      |      | T51  |      |      |      |      |
| WGC Invitational     |      |      |      |      |      | T6   | T7   |      |      |      |      |
| WGC - HSBC Champions |      |      |      |      |      | T72  |      |      |      |      |      |